# Ellen Terry
Dame Ellen Terry GBE (Coventry, 27 februari 1847 – Tenterden, 21 juli 1928) was een Engelse toneelspeelster, die de toonaangevende Shakespeare-vertolkster in het Verenigd Koninkrijk werd.
Geboren in een familie van acteurs, begon Terry als kind in toneelstukken van Shakespeare te spelen en ze bleef dat doen als tiener in Londen en op tournee. Op haar zestiende trouwde Terry met de veel oudere kunstenaar George Frederic Watts, maar ze gingen nog datzelfde jaar weer uit elkaar. Gedurende korte tijd keerde ze terug naar het toneel, maar dan begon ze een relatie met de architect Edward William Godwin en trok ze zich gedurende zes jaar terug van het podium. In 1874 begon ze opnieuw te spelen en werd ze meteen geprezen voor haar vertolking van rollen in stukken van Shakespeare en andere klassiekers.
In 1878 trad ze toe tot het gezelschap van Henry Irving als zijn "leading lady" en gedurende de komende twee decennia werd ze beschouwd als de toonaangevende Shakespeare-actrice in Groot-Brittannië. Twee van haar bekendste rollen waren Portia in The Merchant of Venice en Beatrice in Much Ado About Nothing. Samen met Irving toerde ze met groot succes in Amerika.
In 1903 nam Terry het beheer op zich van het Londense Imperial Theatre, gericht op het spelen van toneelstukken van George Bernard Shaw en Henrik Ibsen. De onderneming werd een financiële mislukking en vervolgens maakte Terry een tournee door onder andere Amerika en Canada en later doceerde ze ook. Ze bleef tot in 1920 succes boeken met haar optredens, terwijl ze ook tot in 1922 in films te zien was.

## Familie

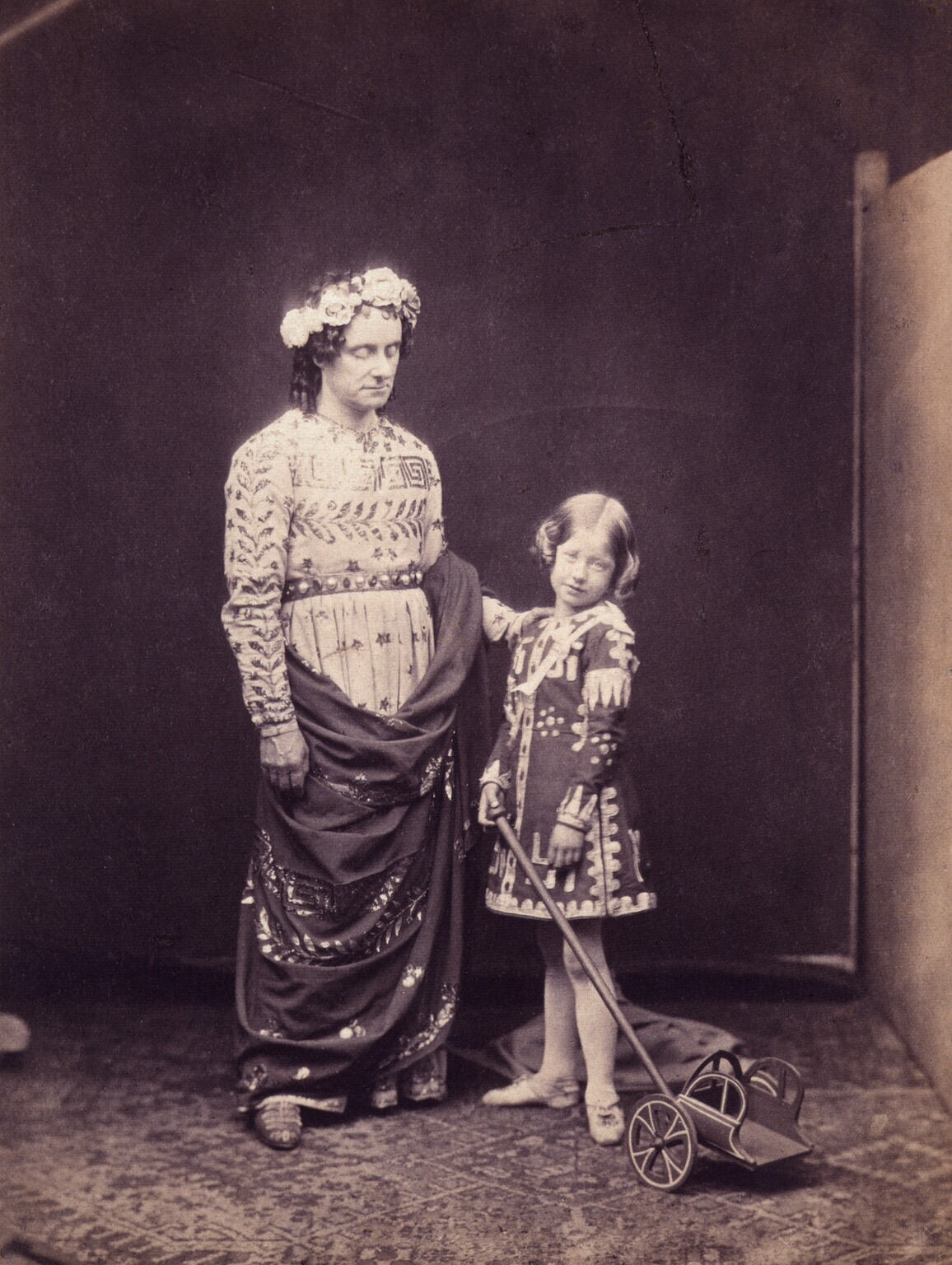
Charles Kean (links) en Ellen Terry in The Winter's Tale, 1856

Alice Ellen Terry (ze wisselde haar voornamen om toen ze voor het eerst trouwde) werd geboren in het Engelse Coventry als het derde kind in een familie van toneelspelers.
Haar ouders, Benjamin (1818-1896) en Sarah (geboren Ballard, 1819-1892), waren acteurs in een rondtrekkend gezelschap dat zijn thuisbasis had in Portsmouth, waar haar grootvader een herberg had.
Het echtpaar kreeg elf kinderen. Minstens vijf van hen werden acteurs: Ellen, Florence, Fred, Kate en Marion. Twee andere kinderen, George en Charles, hielden zich bezig met theaterbeheer.
Terry's zus Kate was een zeer succesvol actrice tot haar huwelijk en haar afscheid van het podium in 1867. Marion speelde gedurende haar lange carrière hoofdrollen in meer dan 125 toneelstukken.
Terry's achterneef (kleinzoon van Kate), Sir John Gielgud, werd een van de meest gerespecteerde acteurs van de twintigste eeuw.

## Vroege carrière
Terry verscheen in 1856 voor het eerst op het podium in The Winter's Tale van Shakespeare in het Londense Princess's Theatre. In de rol van Mamillius was ze de tegenspeelster van Charles Kean. Ze was toen negen.
Ze speelde ook de rol van de jeugdige prins Arthur in King John en Puck in A Midsummer Night's Dream. Ze bleef acteren in het Princess's Theatre tot Kean in 1859 met pensioen ging.
Gedurende de daaropvolgende twee jaar gingen Terry en Kate op tournee met sketches en toneelstukken, begeleid door hun ouders en een muzikant.
Tussen 1861 en 1862 werd Terry in dienst genomen door het Londense Royalty Theatre, geleid door Madame Albina de Rhona, waar ze optrad met de Kendals en andere bekende acteurs. In 1862 reisde ze naar haar zus Kate in Bristol en ging aan de slag in het vaste gezelschap van J.H. Chute, waar ze een grote verscheidenheid van stukken speelde, onder andere burleske rollen met zang en dans, evenals rollen in Much Ado About Nothing, Othello en The Merchant of Venice. In 1863 opende Chute het Theatre Royal in Bath, waar de toen 15-jarige Terry bij de opening verscheen als Titania in A Midsummer Night's Dream. Dan keerde ze terug naar Londen om deel uit te maken van het gezelschap in het Haymarket Theatre waar ze Shakespeare-rollen speelde.

## Watts, Godwin, Portia

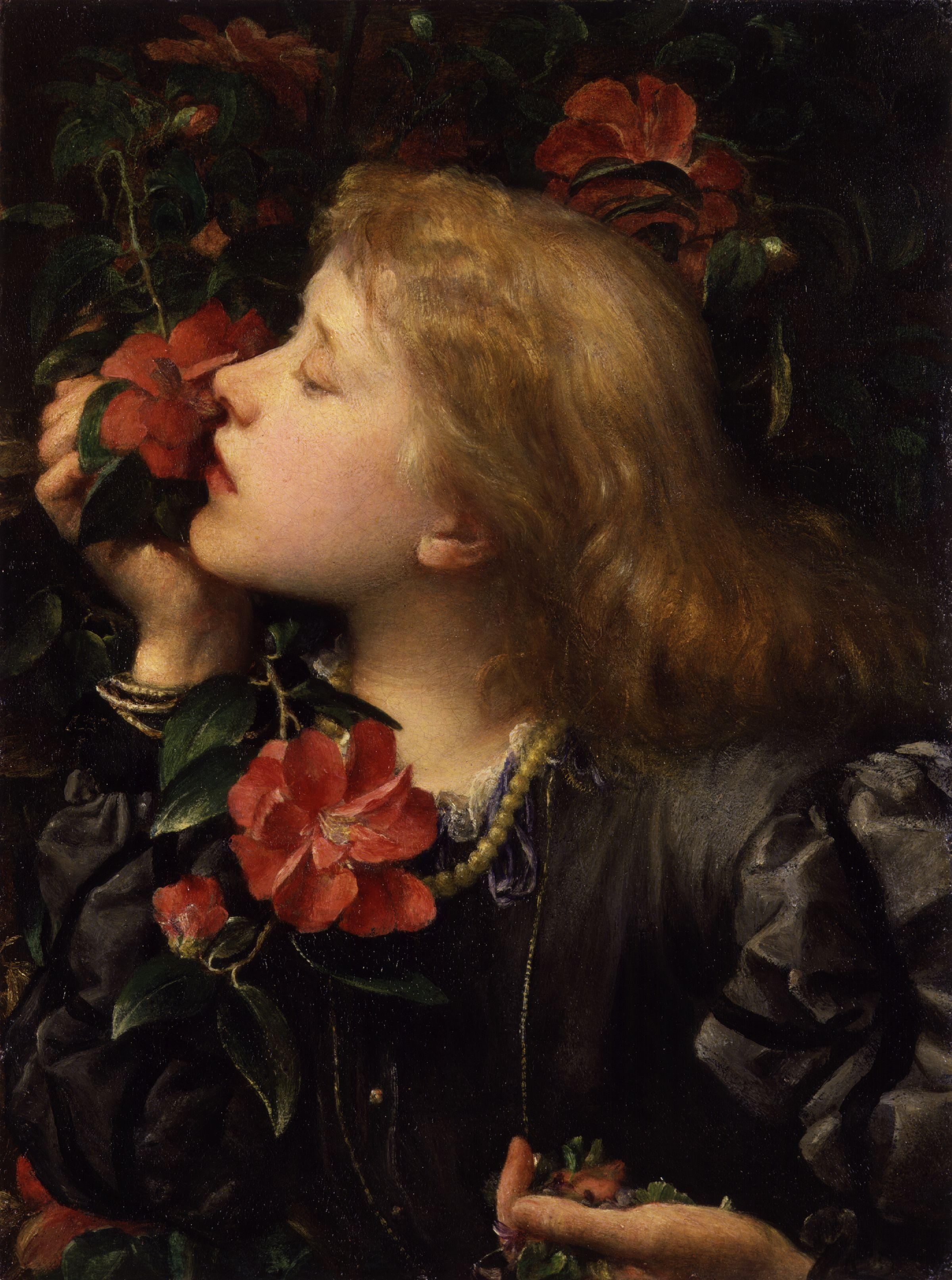
Choosing: schilderij van Ellen Terry door haar eerste man, George Frederic Watts, CA. 1864

Ellen Terry trouwde drie keer en had meerdere verhoudingen. Toen ze verbonden was aan het Londense Haymarket Theatre, schilderde de eminente kunstenaar George Frederic Watts portretten van haar en van haar zus Kate. Een van de beroemde portretten die hij van Ellen schilderde, was Choosing, waarin ze moet kiezen tussen aardse ijdelheden, gesymboliseerd door pronkerige maar geurloze camelia's, en nobele waarden, gesymboliseerd door bescheiden ogende maar geurige viooltjes. Andere beroemde portretten waren onder andere Ophelia en The Sisters (samen met haar zus Kate).
Het duurde niet lang voor Watts Ellen ten huwelijk vroeg. Ze was onder de indruk van zijn kunst en zijn elegante levensstijl en ze wilde haar ouders een plezier doen met dit voordelige huwelijk. Ellen en Watts trouwden op 20 februari 1864, kort voor haar 17e verjaardag. Watts was toen 46 jaar. Terry voelde zich echter niet gelukkig in de rol van jonge bruid en na slechts tien maanden huwelijk gingen ze uit elkaar. Na haar afwezigheid vanwege dit huwelijk, begon ze in 1866 opnieuw te acteren.

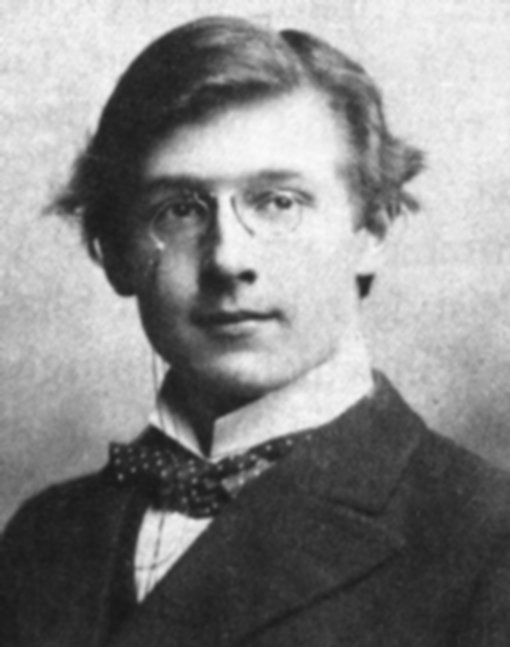
Terry's zoon, Edward Gordon Craig

In 1867 trad Terry op in verscheidene stukken van John Taylor, waaronder A Sheep in Wolf's Clothing in het Adelphi Theatre The Antipodes in het Theatre Royal, Drury Lane, en Still Waters Run Deep in het Queen's Theatre. Later dat jaar was ze voor het eerst de tegenspeelster van Henry Irving in Katherine and Petruchio, de eenakter versie die David Garrick maakte van The Taming of the Shrew, in het Queen's Theatre.
In 1868 begon Terry een relatie met de progressieve architect-designer Edward William Godwin met wie ze enkele jaren daarvoor kennisgemaakt had. Samen met hem trok ze zich terug in Pigeonwick, een huis in Harpenden in Hertfordshire en stopte ze gedurende zes jaar met optreden. Godwin en Terry konden niet huwen, omdat Terry nog altijd getrouwd was met Watts – wat toen als een schandalige situatie werd beschouwd. De echtscheiding zou pas in 1877 definitief worden. Godwin en Terry kregen in december 1869 een dochter, Edith Craig en een zoon, Edward Gordon Craig in januari 1872. De familienaam Craig werd gekozen om het stigma van onwettigheid te vermijden.
In 1874 verkoelde de relatie met Godwin te midden van financiële moeilijkheden en Terry keerde terug naar haar acteercarrière. Ze gingen uit elkaar in 1875. In 1874 speelde Terry in een aantal werken van Charles Reade, waaronder de rol van Philippa Chester in The Wandering Heir, die van Susan Merton in It's Never Too Late to Mend, en de rol van Helen Rolleston in Our Seamen. In datzelfde jaar trad ze op in The Crystal Palace met Charles Wyndham als Volante in The Honeymoon van John Tobin en als Kate Hardcastle in She Stoops to Conquer door Oliver Goldsmith.

## Shakespeare, Irving, Lyceum

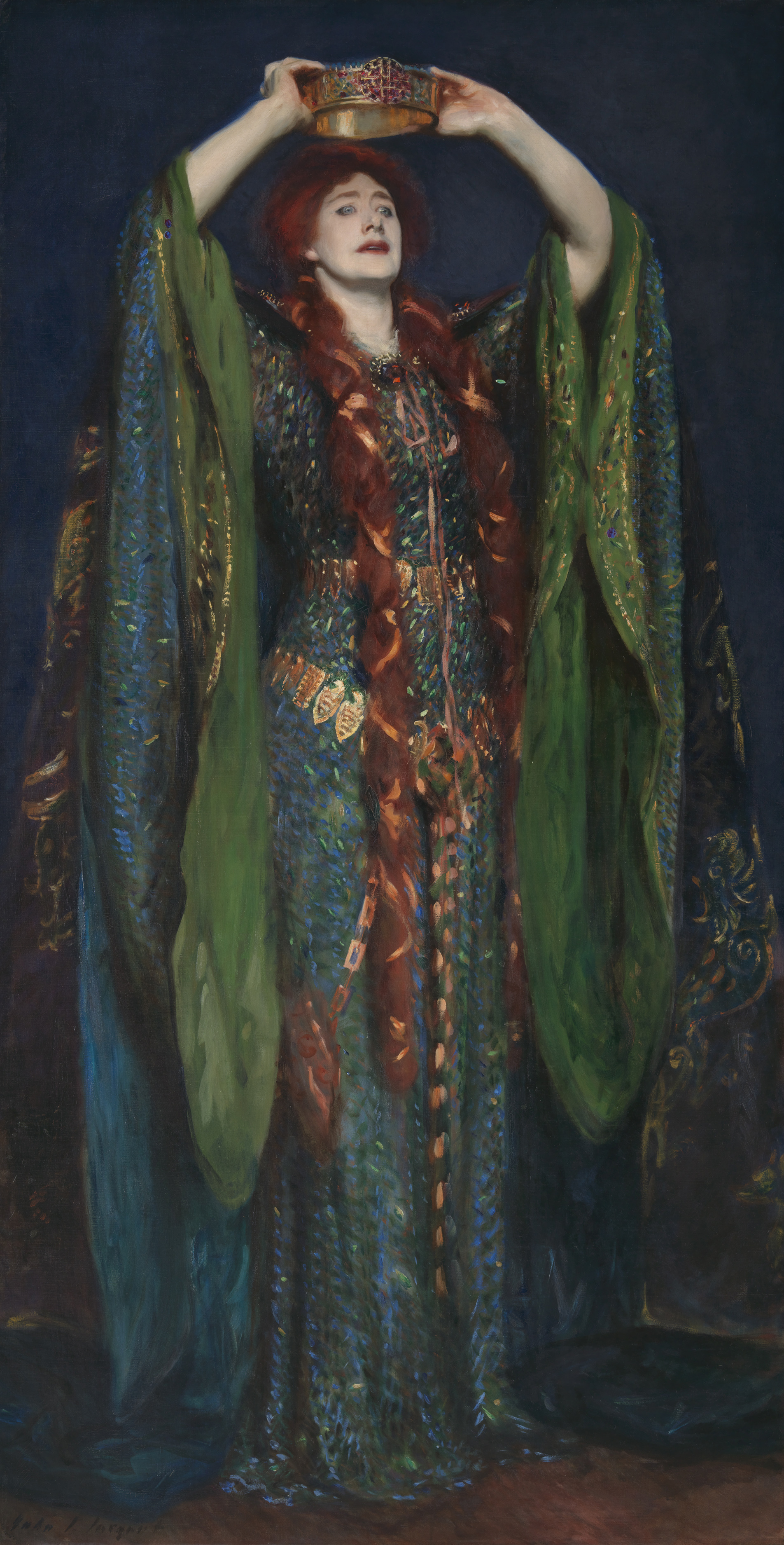
Als Lady Macbeth, door John Singer Sargent, 1889

In 1875 leverde Terry een bejubelde prestatie als Portia in The Merchant of Venice in het Prince of Wales's Theatre. Toen Oscar Wilde haar in deze rol zag, schreef hij een sonnet: "No woman Veronese looked upon/ Was half so fair as thou whom I behold." ("Geen vrouw waar Veronese ooit naar keek / Was half zo mooi als jij die ik zie.")
Deze rol speelde ze vaak gedurende haar carrière, de laatste keer in 1917 in het Londense Old Vic Theatre. In 1876 verscheen ze onder andere als Lady Teazle in The School for Schandal van Richard Sheridan en in het toneelstuk Olivia van William Gorman Wills in het Court Theatre. In november 1877 trouwde Terry met Charles Clavering Wardell Kelly, een acteur/journalist, maar ze scheidden vóór zijn dood in 1885.
In 1878 trad de 30-jarige Terry als 'leading lady' toe tot het gezelschap van Henry Irving in het Lyceum Theatre, waar ze de rol van Ophelia speelde in Irvings Hamlet. Al snel werd Terry beschouwd als de toonaangevende Shakespeare-actrice in Groot-Brittannië. Met Irving als partner bleef ze dat gedurende meer dan 20 jaar, tot zij in 1902 het Lyceum verliet.
Hun productie van The Merchant of Venice uit 1879 werd wel 250 keer opgevoerd, wat zeer ongewoon was, en de successen stapelden zich op, zowel voor de stukken van Shakespeare als voor andere belangrijke toneelstukken.
In 1879 schreef The Times over Terry's optreden in All is Vanity, or the Cynic's Defeat van Paul Terrier, "Iris van juffrouw Terry was een prestatie van onnavolgbare charme, vol beweging, ongedwongenheid en hilariteit... voortreffelijke harmonie en natuurlijke gratie ... een dergelijke Iris zou zelfs Diogenes het hoofd hebben doen draaien.

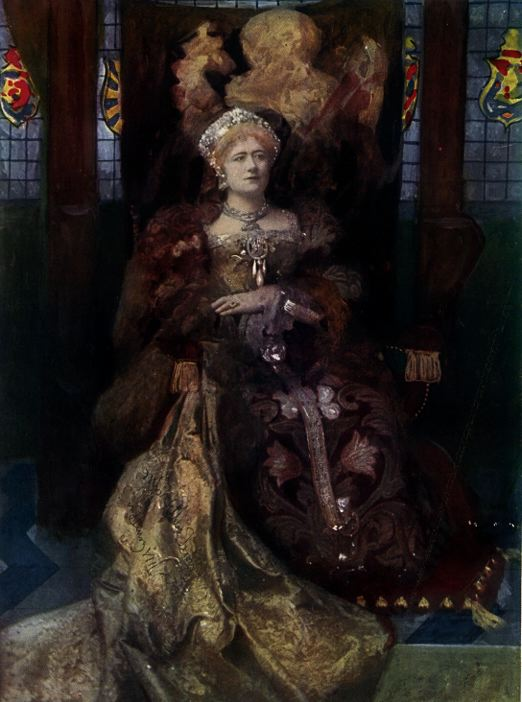
Als Katherine of Aragon in Henry VIII

Haar meest bejubelde rollen bij Irving waren onder meer Portia, Beatrice in Much Ado About Nothing, een ander van haar toprollen (1882) en vaak daarna),
evenals Pauline in The Lady of Lyons van Edward George Bulwer-Lytton (1878) , Juliet, Cordelia in King Lear, Jeanette in The Lyons Mail van Charles Reade (1883), Margaret in Faust van William Gorman Wills (1885), Lady Macbeth in Macbeth (1888, met muziek van Arthur Sullivan),
Queen Katharine in Henry VIII (1892), Rosamund de Clifford in Becket van Alfred Tennyson (1893), Guinevere in King Arthur van J. Comyns Carr met muziek van Arthur Sullivan (1895),
Imogen in Cymbeline (1896) en het hoofdpersonage in het toneelstuk Madame Sans-Gene (1897) van Victorien Sardou en Émile Moreau.
Terry maakte haar Amerikaanse debuut in 1883, toen ze Queen Henrietta vertolkte als tegenspeelster van Irving in Charles I. De andere rollen die ze neerzette tijdens deze en meerdere daaropvolgende tournees met Irving, waren onder andere Jeanette in The Lyons Mail, Ophelia, Beatrice, Viola en haar bekendste rol, Portia. Tijdens de jaren 1880
woonde ze in Earls Court met haar kinderen en huisdieren. Eerst woonde ze in Longridge Road alvorens in 1889 naar Barkston Gardens te verhuizen.
In 1900 kocht Terry een boerenwoning, Smallhythe, in Tenderden, Kent, waar ze de rest van haar leven doorbracht.

## Shaw, Ibsen, Barrie
In 1903 namen Terry en haar zoon de leiding van het Imperial Theatre over, nadat in 1902 het mandaat van haar zakenpartner Irving in het Lyceum Theatre eindigde. Hier had ze volledige artistieke controle en kon ze zelf de stukken kiezen waarin ze wou optreden, net zoals Irving dat in het Lyceum had gedaan. De nieuwe onderneming richtte zich op het spelen van toneelstukken van George Bernard Shaw en Henrik Ibsen met inbegrip van diens stuk The Vikings in 1903, met Terry in de rol van Hiordis. Gedurende deze tijd werden Terry en Shaw bevriend en ontstond er een beroemde correspondentie tussen hen beiden.
Het beheer van het theater bleek een financiële mislukking voor Terry. Ze toerde doorheen Engeland en nam opdrachten aan in Nottingham, Liverpool en Wolverhampton. In 1905 verscheen ze in Alice-Sit-by-the-Fire van J. M. Barrie.
Ontdaan door het overlijden van Irving in 1905 trok Terry zich tijdelijk terug uit het theater.

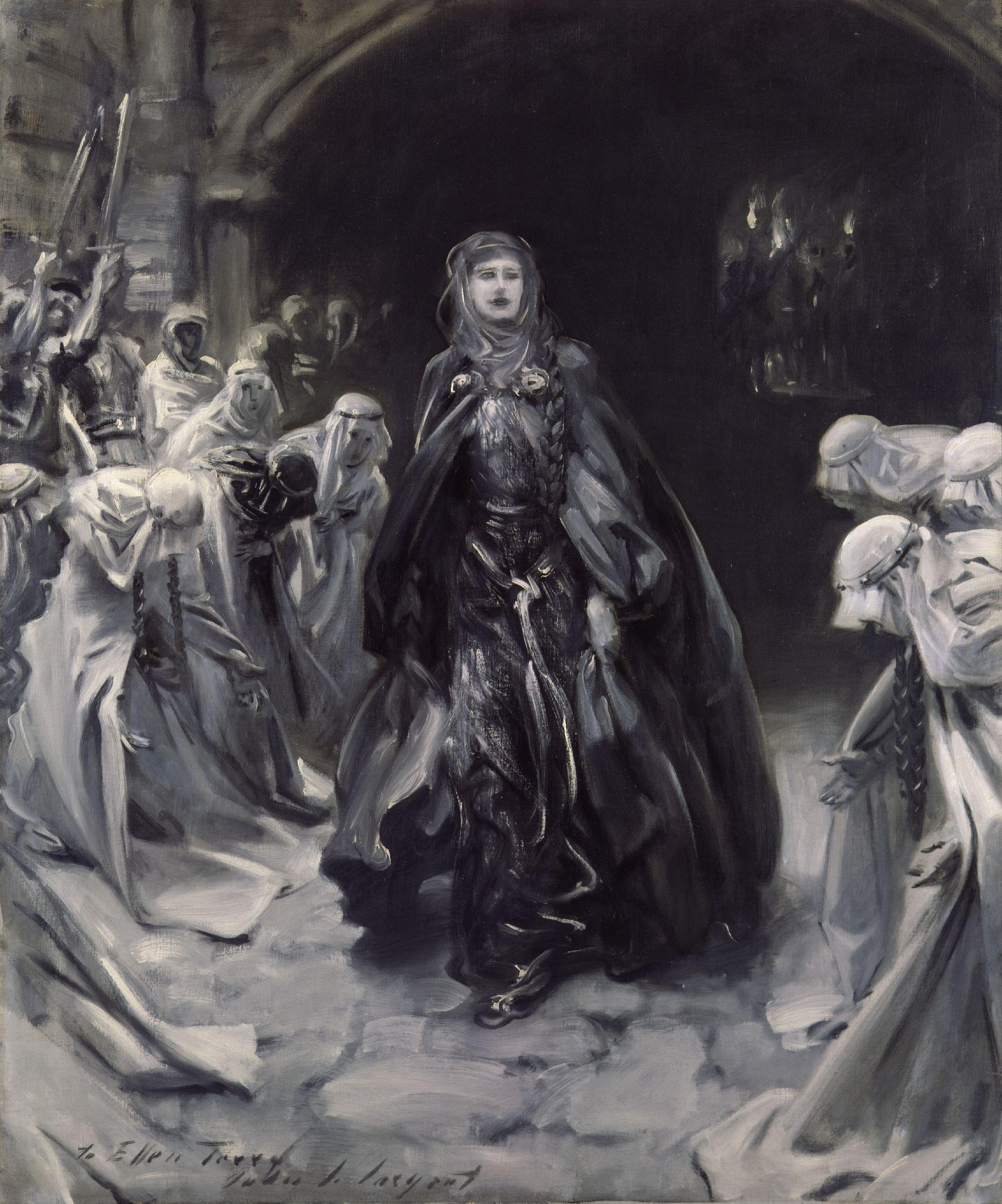
Tekening van Sargent voor Terry's gouden jubileum programma 1906

In april 1906 keerde ze terug op de planken en speelde ze met succes Lady Cecily Wayneflete in Shaw's Captain Brassbound's Conversion in het Court Theatre. Daarna trok ze met succes op tournee en speelde die rol in Groot-Brittannië en Amerika. Op 12 juni 1906 werd in het Drury Lane Theatre een met sterren bezaaide galavoorstelling voor Terry gehouden naar aanleiding van haar gouden jubileum, namelijk 50 jaar op het podium. Daar zong Enrico Caruso en regisseerde W. S. Gilbert een opvoering van Trial by Jury, waarin Eleonora Duse, Mrs. Patrick Campbell, Lillie Langtry, Herbert Beerbohm Tree en meer dan twintig leden van Terry's familie meespeelden. Er vonden bovendien nog andere optredens plaats.
Vervolgens verscheen Terry als Hermione in Herbert Beerbohm Tree's productie van The Winter's Tale. In 1907 toerde ze door Amerika onder leiding van Charles Frohman. Tijdens die tournee trouwde ze op 22 maart 1907 met haar medespeler, de Amerikaan James Carew, die samen met haar optrad in het Court Theatre. Ze was dertig jaar ouder dan Carew. De acteercarrière van Terry bleef voortduren, maar haar huwelijk liep na slechts twee jaar op de klippen.
Ze speelde als Nance Oldfield in een Pageant of Famous Women, in 1909 geschreven door C. Hamilton en haar dochter Edith. In 1910 toerde ze opnieuw met veel succes door de Verenigde Staten, waarbij ze acteerde en voordrachten en colleges gaf over de shakespeareaanse heldinnen.
Na haar terugkeer in Engeland speelde ze rollen zoals Nell Gwyn in The First Actress door Christopher St. John (Christabel Marshall, 1911). Ook in 1911 nam ze scènes op van vijf Shakespeare-rollen voor de Victor Talking Machine Company.
In 1914 toerde Terry door Australië en de Verenigde Staten opnieuw met voordrachten en colleges over shakespeareaanse heldinnen. Dat deed ze ook in Groot-Brittannië. Toen ze in de Verenigde Staten was, onderging ze een medische behandeling aan beide ogen om de cataract te verwijderen, maar die operatie was slechts gedeeltelijk geslaagd. In 1916 speelde ze Darling in The Admirable Crichton (1916) van J.M. Barrie.
Tijdens de Eerste Wereldoorlog trad ze op in benefietvoorstellingen.

## Films, de laatste jaren

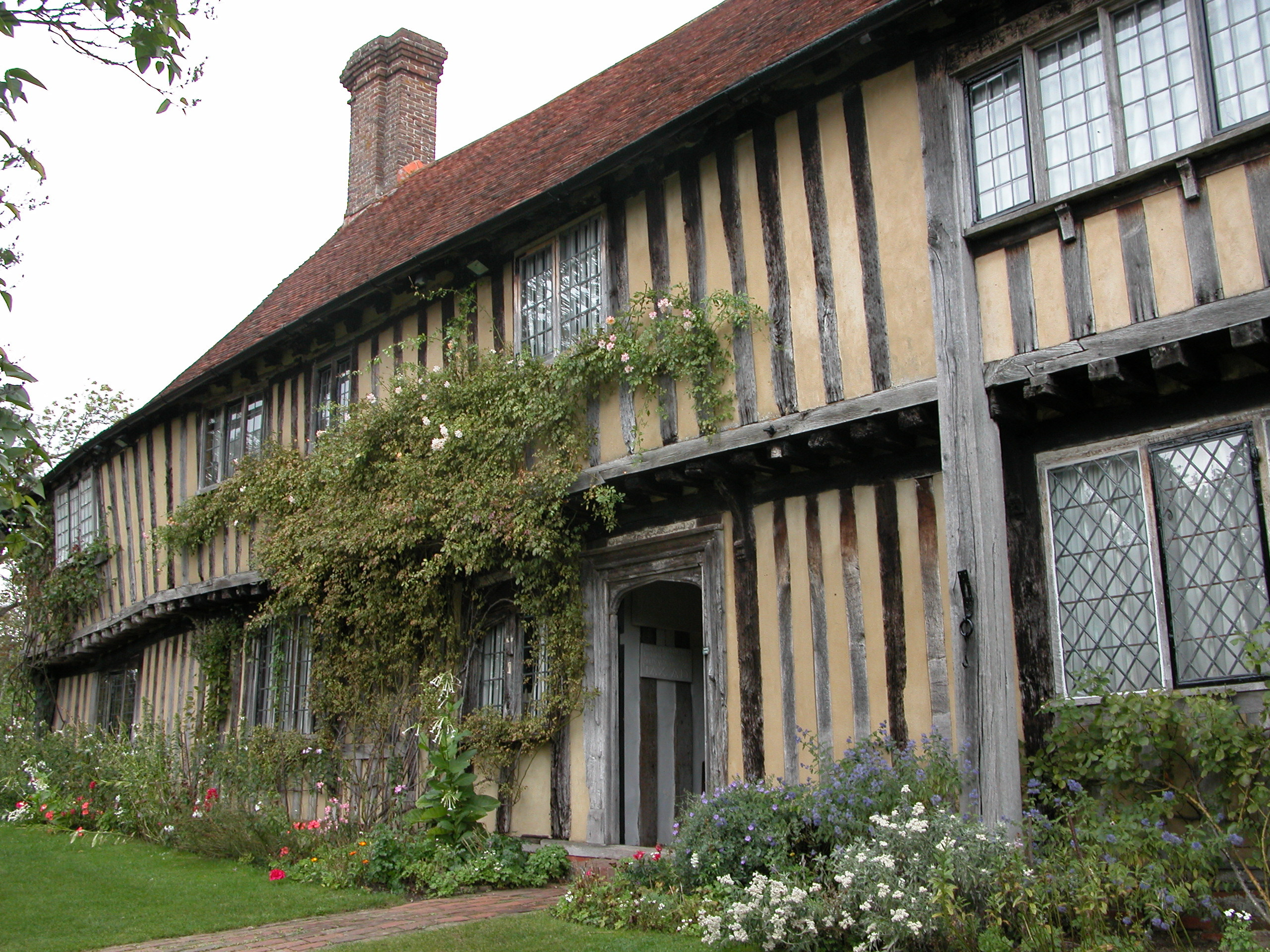
Smallhythe, vlak bij Tenterden, Kent, Terry's huis, 1900-28

In 1916 verscheen ze in haar eerste film als Julia Lovelace in Her Greatest Performance en ze bleef acteren, zowel in Londen als op tournee. In de loop van 1922 maakte ze nog een paar films, waaronder The Invasion of Britain (1918), Pilars of Society (1918), Victory and Peace, Potter's Clay (1922) en The Bohemian Girl als Buda het kindermeisje, met Ivor Novello en Gladys Cooper (1922). Ze bleef ook in heel Engeland, de Verenigde Staten en Canada lezingen geven over Shakespeare. Haar laatste volledig rol op het podium was die van de min in Romeo en Julia in 1919 in het Lyric Theatre. In 1920 nam ze afscheid van het podium en in 1922 van de film.
In 1925 werd Terry onderscheiden met de benoeming tot Dame Grootkruis in de Orde van het Britse Rijk. In haar laatste jaren verloor ze geleidelijk haar gezichtsvermogen en leed ze aan seniliteit. Stephen Coleridge publiceerde in 1928 anoniem de tweede autobiografie van Terry, The Heart of Ellen Terry.
Terry overleed in 1928 bij haar thuis in Smallhythe Place. Ze was toen 81. Haar as rust in een zilveren beker aan de rechterkant van de kansel van de kerk van de acteurs, St Paul's, Covent Garden in Londen.

## Nalatenschap
Na haar overlijden werd ter ere van haar het Ellen Terry Memorial Museum opgericht in Smallhythe Place, het vroeg-16e-eeuwse huis dat ze rond de eeuwwisseling gekocht had. Het museum werd in 1939 overgenomen door de National Trust. Ook werd na haar dood haar correspondentie met Shaw gepubliceerd.
Terry's dochter Edith Craig werd theaterregisseur, producent, kostuumontwerper en vroege pionier van de vrouwenbeweging voor stemrecht in Engeland en haar zoon, Edward Gordon Craig, werd acteur, ontwerper van decors en speciale effecten, illustrator en directeur en oprichter van de Gordon Craig School for the Art of the Theatre in het Italiaanse Florence in 1913, en haar achterneef, Sir John Gielgud werd acteur. De zangeres Helen Terry en illustrator Helen Craig zijn ook nakomelingen van haar.